# Crustoderma nakasoneae
Crustoderma nakasoneae är en svampart som beskrevs av Gilb. & M. Blackw. 1988. Crustoderma nakasoneae ingår i släktet Crustoderma och familjen Meruliaceae.   Inga underarter finns listade i Catalogue of Life.